# Smaragdesthes
Smaragdesthes (от греч. σμάραγδος [smáragdos] — изумруд) — род жуков из семейства пластинчатоусых, подсемейства бронзовок.

## Описание
Виды этого рода имеют удлиненное тело длиной от 15 до 25 мм. Цвет яркий блестящий, различных оттенков переливающегося зелёного, красного, синего или фиолетового цвета. Самцы имеют характерный рог на передней части головы.

## Распространение рода
Род широко распространён в Африке от юга Сахары до самого юга континента.

## Классификация
- Smaragdesthes africana (Drury, 1773)
- Smaragdesthes cinctipennis Moser, 1903
- Smaragdesthes conjux (Harold, 1880)
- Smaragdesthes guerini Janson, 1888
- Smaragdesthes monoceros (Gory & Percheron, 1833)
- Smaragdesthes simils Moser, 1907
- Smaragdesthes suturalis (Fabricius, 1775)
- Smaragdesthes viridicyanea (Palissot de Beauvois, 1805)